# Superior (církev)

Chórový oděv katolického Institutu Krista Krále: vlevo kněz, uprostřed superior a vpravo generální prior

Superior, (latinsky) „vyšší“, je označení řeholního představeného v řeholním institutu, ve společnosti apoštolského života, nebo i obecné označení představeného v katolické církvi. Termín superior má kanonicko-právní charakter.

## Hierarchické rozlišení představených v řeholích
V souvislosti s hierarchickým uspořádáním se v katolické církvi v případě představených řádů rozlišují superioři:
- superior generální též generální představený, (latinsky) superior generale, či generální prior, kterým je nejvyšším představeným v řádu.
- superior vyšší, (latinsky) superior maior.[1] Současná čeština v praxi církve užívá termín: vyšší řeholní představený. Bývají jimi řádoví provinciálové, opati, abatyše aj.
- superior „nižší“ (latinsky) superior „minor“, přičemž ono „nižší“ se zpravidla neuvádí. Čeština užívá termín: řeholní představený v případě představeného mužské řehole, nebo pro ženské řehole řeholní představená, matka představená, převorka či jiné názvy podle konstitucí (stanov).

## Právní vymezení
Kodex kanonického práva z roku 1983 v návaznosti na předchozí legislativu pojednává o řeholních představených (superiorech) v kánonech 617-630 a na dalších místech. Nejvyšším superiorem (představeným) všech i každého řádu (tedy i generálních superiorů) v katolické církvi je římský biskup - papež.